# Heilig Hartbeeld (Reuver)
Het Heilig Hartbeeld is een standbeeld in de Nederlandse plaats Reuver.

## Achtergrond
Het Heilig Hartbeeld is een kopie van het kalkstenen beeld dat August Falise eerder maakte voor Sappemeer. Het werd in 1925 in Reuver geplaatst tegenover het Heilig Hartklooster ter gelegenheid van het gouden priesterjubileum van oud-pastoor Jacques Vrancken. Het werd gegoten door de Fonderie Nationale des Bronzes in Sint-Gillis (Brussel).

## Beschrijving
De staande Christusfiguur, gekleed in koningsmantel, heft zegenend zijn rechterhand op, terwijl hij met zijn linkerhand naar het vlammend hart op zijn borst wijst. Na een restauratie is de stand van de rechterhand veranderd. Het beeld staat op een samengestelde stenen sokkel van grijze Naamse steen, met traptreden aan vier zijden en plantenbakken op de hoeken. Op de sokkel de tekst 

CHRISTUS KONING

## Rijksmonument
Het beeldhouwwerk is erkend als rijksmonument, onder meer "door esthetische kwaliteiten die onder meer tot uitdrukking komen in het gevarieerde materiaalgebruik en als een van de zeldzame werken in Limburg van beeldhouwer Auguste Falise uit Brussel."